# 제르베부리고래
제르베부리고래(Mesoplodon europaeus)는 부리고래과 이빨부리고래속에 속하는 고래의 일종이다. 앤틸리스부리고래 또는 멕시코만류부리고래, 유럽부리고래로도 불린다. 제르베부리고래는 북아메리카 해안에 자주 좌초하는 이빨부리고래이다. 남아메리카와 아프리카에 좌초하기도 한다.

## 같이 보기
- 고래류의 종 목록